# Gunnar Hägg
Gunnar Hägg (Stoccolma, 14 dicembre 1903 – 28 maggio 1986) è stato un chimico svedese.

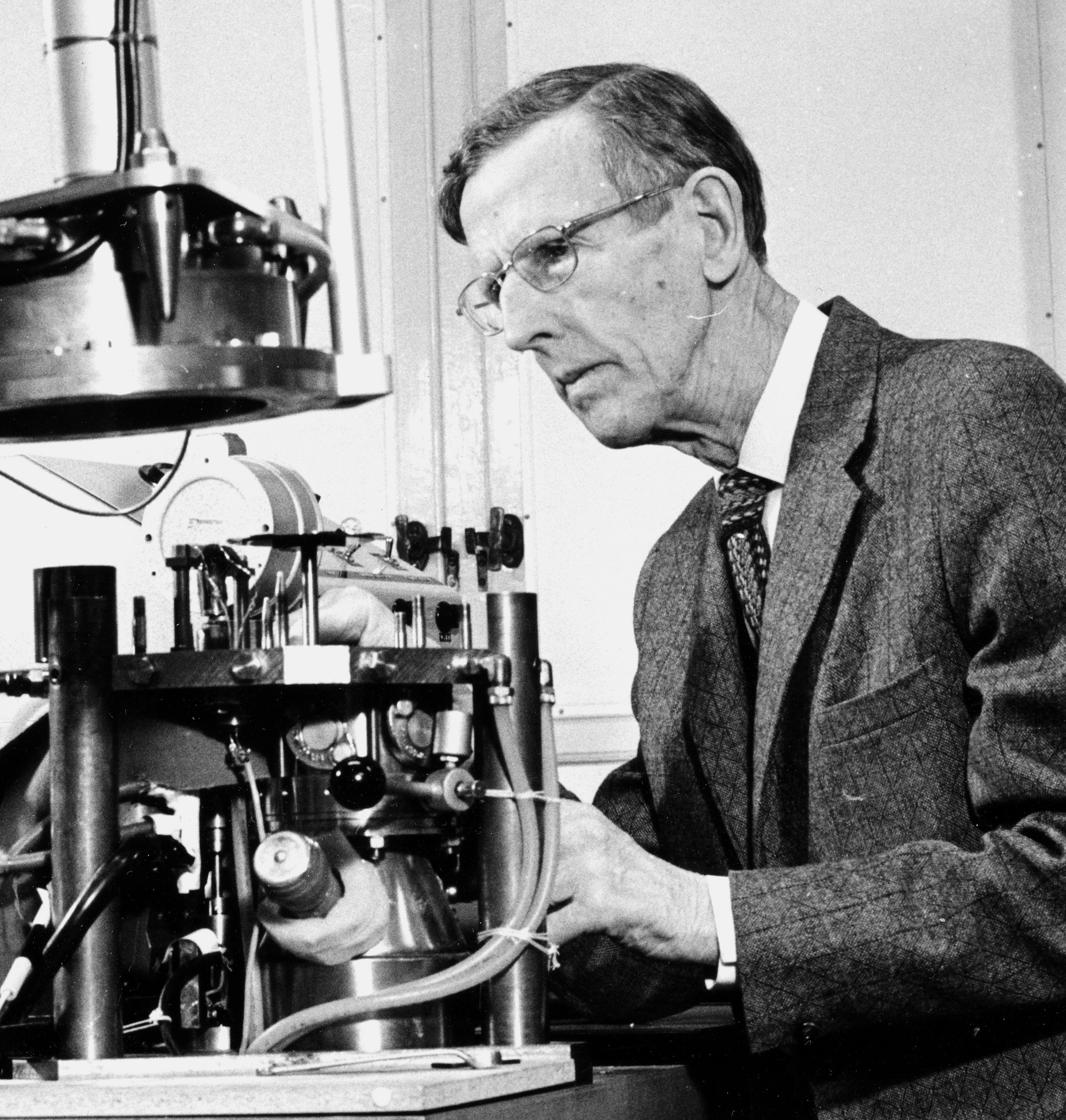
Gunnar Hägg, Fotografo Gunnar Nordlund

Docente all'università di Stoccolma, scoprì i composti interstiziali.